# Yuksek
Yuksek, pseudonimo di Pierre-Alexandre Busson (Reims, 1977), è un disc jockey e produttore discografico francese di musica elettronica.

## Biografia
Considerato il naturale erede del french-touch, Yuksek partecipa da qualche tempo anche al party itinerante Bugged Out!, in veste di ospite speciale. Ha recentemente pubblicato il suo primo album, Away from the Sea, uscito in digital download il 2 febbraio 2009.

## Discografia

### Album
- 2009 - Away From The Sea
- 2011 - Living On The Edge Of Time

### Singoli ed EP
- 2005 - The Wax EP
- 2006 - Everywhere In Town EP
- 2006 - Plastik EP
- 2007 - Composer EP
- 2007 - It Comes EP
- 2008 - Tonight Ep
- 2009 - Extraball EP

### Colonne sonore
- 2024 - Les Fantômes

## Remix

### Remix (solista)
- Booba - Salade, Tomates, Oignons (Barclay)
- Tommy Sparks - I'm a rope (Electric eyeball)
- Kaiser Chiefs - Never miss a beat (Universal)
- Tahiti80 - All around (Barclay/Universal)
- Mika - Lollipop (Barclay/Universal)
- Van She - Strangers (Modular)
- M83 - Graveyard girl (M83/Virgin)
- Ghostface Killah - Charlie Brown (Scion)
- Primary1 - Hold me down (Phantasy sound)
- Birdy Nam Nam - TransBoulogneExpress (UWE)
- Chromeo - Bonafied Lovin (Backyard)
- Plugs - That number (PeopleinTheSky)
- Alb - Daveg (Rise)
- Das Pop - Fool for love (Prestel)
- Siriusmo - All the girls get down (Xploited)
- Adam Kesher - F.Y.I.M.A (Disque primeur)
- Shit Disco - OK (Fierce panda)
- Naast - Mauvais Garçon (Source etc)
- Detect - Dance Division (Mental Groove)
- Naive New Beaters - BangBang (NNB)
- Teenage Bad Girl - Hands of a Stranger (Citizen)
- U-god - Ugodzilla (?)
- Zombie Nation - Peace & Greed (U)
- Alb - CV 209 (Rise)
- The Shoes - Keep That Control
- Autokratz - Always More (Kitsuné)
- Bot'Ox - Rue de l'Arsenal (?)
- Phoenix - Lisztomania
- Moby - Mistake
- Gossip -  Heavy Cross
- Yuksek -  So far away from the sea
- Lady Gaga - Paparazzi
- Saihuun - Break your name
- The Prodigy - Invaders Must Die
- Alex Rossi - Tutto va bene quando facciamo l'amore (Kwaidan Records)

### Remix (insieme ad altri DJ)
- Bitchee Bitchee Ya Ya Ya - Fuck Friend (Brodinski & Yuksek remix) (Kitsune)
- Klaxons - Atlantis To Interzone (Brodinski & Yuksek remix)
- The Subs - Papillon (Brodinski & Yuksek remix)
- The Teenagers - Homecoming (Brodinski & Yuksek remix)
- Tiga - Sunglasses At Night (Brodinski & Yuksek remix)
- Yuksek - Tonight (The Krays aka Brodinski & Yuksek remix)
- Ebony Bones - The Muzik (The Krays aka Brodinski & Yuksek remix)
- Peaches - Lose You (The Krays aka Brodinski & Yuksek remix)